# ماتلوک (آیووا)
ماتلوک (به انگلیسی: Matlock) شهری در ایالت آیووا کشور ایالات متحده آمریکا است که جمعیت آن در سرشماری سال ۲۰۱۰ میلادی، ۸۷ نفر بوده‌است.